# Suleiman Kangangi
Suleiman 'Sule' Kangangi (Eldoret, 9 december 1988 – Vermont (VS), 27 augustus 2022) was een Keniaans wielrenner.

## Carrière
In 2014 nam Kangangi deel aan de wegwedstrijd op de Gemenebestspelen, maar reed deze niet uit. In de Ronde van Rwanda in 2015 mocht hij na de tweede etappe de bergtrui dragen, die hij een dag later weer kwijtraakte aan Amanuel Gebrezgabihier.
In 2016 reed Kangangi voor de eerste Keniaanse UCI-ploeg: Kenyan Riders Downunder. Namens deze ploeg reed hij onder meer de Herald Sun Tour en de Ronde van het Qinghaimeer en werd hij negende in het eindklassement van de Ronde van Banyuwangi Ijen. In november 2017 werd hij, namens Bike Aid, derde in het eindklassement van de Ronde van Rwanda.
In augustus 2022 nam Kangangi namens het Keniaanse Team Amani deel aan de Vermont Overland, een gravelwedstrijd in de Amerikaanse staat Vermont. Tijdens de race kwam de renner op hoge snelheid ten val, waarna hij overleed aan zijn verwondingen.

## Ploegen
- 2016 –  Kenyan Riders Downunder
- 2017 –  Bike Aid
- 2018 –  Bike Aid
- 2019 –  Bike Aid
- 2020 –  Bike Aid

Christie · Coates · Ekiru · Elliott · Hill · Kamau · Kangangi · Kinoti · Langat · Miller · Mwangi · Smith · Soden
Beck · Bichlmann · van Engelen · Habtom · Holler · Kangangi · Kipkemboi · Langat · Lechner · Mengis · Rugg · Schäfer · Schnapka · Teshome · Thömel · Kagimu (stagiair) · Kiplagat (stagiair)
Abraham · Bichlmann · Carstensen · van Engelen · Holler · Kagimu · Kangangi · Kipkemboi · Langat · Lechner · Schäfer · Schnapka · Teshome · Thömel